# Bernardus Schotanus

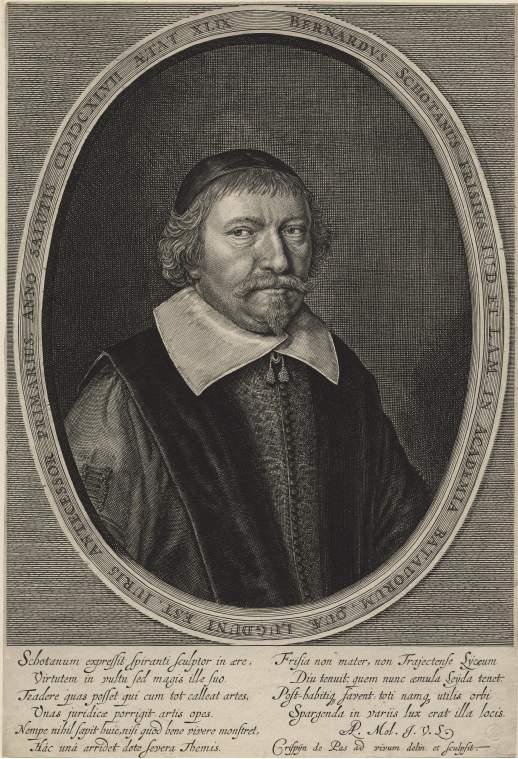
Bernardus Schotanus

Bernardus Schotanus (auch: Schoot, Schot; * 7. Oktober 1598 in Franeker; † 15. Oktober 1652 in Leiden) war ein niederländischer Jurist und Mathematiker.

## Leben
Schotanus war der Sohn des Rechtsprofessors an der Universität Franeker Henricus Schotanus (1549–1605) und dessen Frau Geertke, Tochter des Bürgermeisters in Leeuwarden Meinhard Poll. Er immatrikulierte sich am 29. Mai 1614 an der friesischen Universität Franeker. Hier absolvierte er zunächst ein Studium der Philosophie.
Danach konzentrierte er sich auf ein Studium der Rechtswissenschaften, wobei besonders Timaeus Faber (1558–1623) seine Ausbildung förderte. Von dort wechselte er an die Universität Leiden, wo er während eines Halbjahres die Vorlesungen von Johannes Lindershausen (1571–1645), Cornelis Sylvius (auch: Bosch, um 1586-um 1643), Petrus Cunaeus und Cornelius Swanenburch (1574–1630) besuchte. Unter Hector Bouricius (1593–1636) erhielt er am 12. April 1622 in Franeker den akademischen Grad eines Doktors der Rechte. Anschließend wirkte er als Rechtsanwalt in Leeuwarden. Erst im Jahre 1640 wurde ihm in Utrecht den akademischen Grad eines Magisters Liberalium Artium (honoris causa) verleiht.
1624 erhielt er nach dem Tod von Timaeus Faber eine ordentliche Professur der Rechte an der Universität Franeker. In Franeker übernahm er auch vielfältige Aufgaben in der Stadt. So war er Inspektor des Waisenhauses, Kirchenältester und Aufseher der Pensionskassen. Zudem stieg er am 7. Mai 1632 zum ersten Professor der Rechte auf und wurde zum Rektor der Hochschule gewählt. Ein finanziell lukratives Angebot lockte ihn 1635 als Professor der Rechte an die Universität Utrecht, wo er zudem drei Mal die Woche als Professor den Mathematikunterricht leitete. Auch hatte man ihm das Gründungsrektorat der Hochschule übertragen. Nach dem Tod von Petrus Cunaeus wechselte er 1641 als Professor des Kodex an die Universität Leiden, wo er bis zu seinem Lebensende wirkte. 1644–1645 war er auch hier Rektor.
Schotanus war zwei Mal verheiratet. Seine erste Ehe schloss er 1620 mit Maeyke Schotanus (1601–1625), Tochter seines Onkels Johannes Schotanus. Seine zweite Ehe ging er 1627 mit Anna Catharina (1602–1676), Tochter des Rechtsprofessors in Herborn Johannes Althusius und dessen Frau Margarethe Naurath von Cranenburg, ein. Aus erster Ehe stammt ein Sohn Henricus (1625–1678), der Bürgermeister von Franeker und Mitglied der Generalstaaten wurde. Aus zweiter Ehe stammt eine Tochter Margaretha (1628–1646).

## Werke
- Fundamenteele onderwijzinge van de Sterrekonst en Beschrijving der Aerde, door het gebruyek der hemelsche en aerdsche Globen. Mitsgaders onderrechtinghe van de Konst der Zeevaart; met nieuw gepractiseerde instrumenten en regelen. Franeker 1614.
- Disputationes juridicae XXIII. Franeker 1635.
- Προσφῶνησις (Allocutio) in Academiae Ultrajectinae Inauguratione. Utrecht 1636.
- Oratio inauguralis de Scholarum ἐυταξίᾳ, habita Ultrajecti in majori auditorio, III. non. novembr. 1635, cum professionem Juris ac Matheseos capesseret. Utrecht 1638.
- Examen juridicum, quo fundamenta jurisprudentiae secundum seriem Digestorum, subjectis suis locis titulis codicis, explicantur. Utrecht 1639.
- It. Recognitum atque alterâ fere parte locupletatum. Utrecht 1645.
- It. Recognitum et alterâ fere parte locupletatum. Leiden 1657.
- It. Cum Annotationibus practicis ab Auctore quondam dictatis. Amsterdam 1662, Leiden 1669, 1702.
- It. cum dissertationibus Joannis Schmidelii (hoogl. te Erfurt). Jena 1667.
- Collegium Quaestionum ad Institutiones Juris Civilis. Amsterdam 1640.
- Imperatoris Justiniani Institutiones cum analysi nunc primum ad latus positâ, selectisquenotis, ac indicibus Julii Pacii, JOti celeberrimi; ex recensione viri Cl. D. Bernardi Schotani. Addita sunt ab eodem Erotemata ad singulos paragraphos, et eorumdem versiculos, quorum adjumento sese quilibet possit ex textu examinare, nec non Argumenta ac Axiomata nonnulla; praefixâ singulis libris ad usum studiosorum Anacephalaeosi novâ, collectore Arn. S. Leiden 1647 (auch unter dem Titel: Julii Pacii Analysis ad instituta, nunc primum V. Cl. D. Bernardi Schotani, Jur. primarii Professoris in Academiâ Lugduno-Batavâ, Erotematibus, Argumentis, et Axiomatibus nonnullis, quorum adjumento sive quilibet possit ex textu examinare, illustrata. Accedunt Selecta; cum indicibus locupletissimis, praefixâ singulis libris Anacephalaeosi novâ. Leiden 1649 erschienen).
- Disputationes anniversariae ad Instituta. Leiden 1649 (books.google.de).
- It. cum Supplementis Joannis Schmidelii. Jena 1667.
- It. cum revisionibus Jonathanis Clerici. Berlin (Berolini) 1671.
- Hij gaf ook vermeerderingen en verbeteringen op den Commentarius van Johannes à Sande, de diversis Regulis Juris antiqui. Leeuwarden (Leor.) 1647,  Leiden 1652.
- Examen juridicum, quo fundamenta jurisprudentiae secundum seriem digestorum, subjectis suis locis titulis codicis, explicantu. Leiden 1657 (books.google.de).
- Processus Judicialis, sive Methodus procedendi judicialiter. Leiden 1653, Hannover (Hanau) 1653, 1662.
- Disputationes juridicae ad seriem materiae Pandectarum conscripta, quibus fundamenta juris per rationes decidendi ac disputandi explicantur. Accedit Oratio funebris in exequias Auctoris, recitata ab Arnoldo Vinnio, Doctori Juris et Ordinario Professore. Amsterdam 1653.
- Fundamenta Juris. Leiden 1653.
- Disputationes de Praesumptionibus et conjecturis circa ultimas voluntates.
- Examen juridicum, cum annotationibus practices. Amsterdam 1669 (books.google.de).